# Креглінген
Креглінген (нім. Creglingen) — місто в Німеччині, знаходиться в землі Баден-Вюртемберг. Підпорядковується адміністративному округу Штутгарт. Входить до складу району Майн-Таубер.
Площа — 117,22 км2. Населення становить 4631 ос. (станом на 31 грудня 2020).